# Альфредс Рубікс
Альфредс Петрович Рубікс (24 вересня 1935 , Даугавпілс ) — латиський радянський діяч і політик, останній перший секретар ЦК Компартії Латвійської РСР, депутат Європарламенту у 2009—2014 роках. Народний депутат СРСР (1989—1991). Член ЦК КПРС у 1990—1991 роках. Член Політбюро ЦК КПРС з 13 липня 1990 до 23 серпня 1991 року.

## Біографія
Народився в родині капрала латвійської військової частини. У 1950 році вступив до комсомолу. Закінчив семирічну школу та технікум. У 1954 році працював змінним майстром Ризького електромашинобудівного заводу.
Від 1954 до 1957 року служив у лавах Радянської армії, очолював комсомольську організацію полкової школи. У 1957—1961 роках — інженер-технолог, секретар комітету комсомолу Ризького електромашинобудівного заводу. Член КПРС з 1958 року.
У 1961—1962 роках — секретар комітету комсомолу Ризького політехнічного інституту. У 1962—1963 роках — секретар Ризького міського комітету ЛКСМ Латвії.
У 1963 році закінчив вечірнє відділення Ризького політехнічного інституту, здобув фах інженера-механіка.
У 1963 році працював начальником бюро Ризького електромашинобудівного заводу.
У 1963—1968 роках обіймав посади 2-го та 1-го секретаря Ризького міського комітету ЛКСМ Латвії. У 1968—1969 роках — секретар Центрального комітету ЛКСМ Латвії.
У 1969—1976 роках — заступник завідувача відділу ЦК КП Латвії.
Від 1976 до 1982 року був 1-м секретарем Ленінградського районного комітету КП Латвії міста Риги та членом районного виконкому. 1980 року закінчив Ленінградську вищу партійну школу.
У 1982—1984 роках — міністр місцевої промисловості Латвійської РСР.
Від 1984 до 1990 року — голова виконавчого комітету Ризької міської ради народних депутатів.
Від квітня 1990 до серпня 1991 року був першим секретарем ЦК КП Латвії та членом Політбюро ЦК КПРС.
У серпні 1991 року очолив Латвійський комітет з надзвичайного стану, за що був заарештований та звинувачений в організації державного перевороту. У грудні того ж року був одним із тих, хто підписав звернення до президента СРСР і Верховної ради СРСР з пропозицією щодо скликання надзвичайного З'їзду народних депутатів СРСР.
У липні 1992 року за результатами голосування депутатів був виключений з лав Верховної ради Латвії. Від 1993 року був депутатом Сейму, втім після того, як 1995 Рубікса засудили до 8 років позбавлення волі за спробу державного перевороту, його депутатський мандат було анульовано.
1996 року висувався на посаду президента Латвії, втім здобув підтримку лише п'яти депутатів Сейму. 1997 року був достроково звільнений з ув'язнення.
Від 1999 до 2015 року був головою Соціалістичної партії Латвії й до 2003 року — співголовою Російського союзу Латвії. Одночасно, у 2003—2006 роках очолював Об'єднану редакцію щомісячних газет «Latvijas Sociālists» і «Соціаліст Латвії». Від 2005 року обіймав посаду заступника голови об'єднання «Центр злагоди», від якого у 2009—2014 роках був депутатом Європейського парламенту.

## Нагороди і звання
- два ордени «Знак Пошани»
- медалі